# Stuart Conquest
Stuart Conquest (ur. 1 marca 1967 w Ilford) – angielski szachista, arcymistrz od 1991 roku.

## Kariera szachowa
Pierwszy sukces na arenie międzynarodowej osiągnął w 1981 r., zdobywając w Embalse tytuł mistrza świata juniorów do lat 16. Jeden z największych sukcesów w karierze odniósł w 2001 r. w Clichy, gdzie triumfował w silnie obsadzonym (XIV kat. FIDE) turnieju kołowym, wyprzedzając m.in. Joela Lautiera, Marka Hebdena, Michaiła Gurewicza, Pawła Tregubowa i Christiana Bauera. W tym samym roku wystąpił w Moskwie w pucharowym turnieju o mistrzostwo świata, odpadając w I rundzie po porażce z Zoltánem Gyimesi.
Wielokrotnie startował w turniejach międzynarodowych, zwyciężając bądź dzieląc I miejsca m.in. w:
- Guernsey (1985, z Julianem Hodgsonem),
- Monachium (1986),
- Ostendzie (1987, z Keithem Arkellem),
- Kuala Lumpur (1992, z Anthonym Milesem, Colinem McNabem, Mihai Şubą i Williamem Watsonem),
- Neuwied (1993, z Aleksandrem Budnikowem),
- Olocie (1994),
- Hastings (1995/96, z Aleksandrem Chalifmanem i Bogdanem Laliciem oraz 2000/01, z Krishnanem Sasikiranem),
- Tancie (1997, z Michaiłem Gurewiczem),
- Hamilton (1999),
- Fürth (1999),
- Port-of-Spain (1999, z Henrym Urdayem Cáceresem, Geraldem Hertneckiem i Christopherem Wardem),
- Erandio (2003, z Olegiem Korniejewem i Horacio Saldano),
- Calvii (2004, z Rodrigiem Vasquezem),
- San Sebastián (2006, z Dasem Neelotpalem, Érikiem Prié i Kevinem Spraggettem),
- Auckland (2007),
- Palau (2009)[3].

W 2008 r. zdobył w Liverpoolu tytuł indywidualnego mistrza Wielkiej Brytanii, w dogrywce o złoty medal pokonując Keitha Arkella.
Wielokrotnie reprezentował Anglię w rozgrywkach drużynowych, w tym czterokrotnie na szachowych olimpiadach (1996, 2002, 2006. 2008) oraz również czterokrotnie na drużynowych mistrzostwa Europy (1999, 2001, 2007, 2009).
Najwyższy ranking w karierze osiągnął 1 października 2001 r., z wynikiem 2601 punktów zajmował wówczas 88. miejsce na światowej liście FIDE, jednocześnie zajmując 4. miejsce (za Michaelem Adamsem, Nigelem Shortem i Matthew Sadlerem) wśród angielskich szachistów.